# دوچرخه‌سواری در المپیک تابستانی ۱۹۹۲
دوچرخه‌سواری در بازی‌های المپیک تابستانی ۱۹۹۲ نام رویداد ورزش دوچرخه‌سواری در بازی‌های المپیک تابستانی بود که در سال ۱۹۹۲ برگزار شد.

## دوچرخه‌سواری جاده

### مردان
| رویداد         | طلا                                                              | نقره                                                                             | برنز                                                                    |
| رقابت جاده     | فابیو کاسارتلی · ایتالیا                                         | اریک دکر · هلند                                                                  | داینیس اوزولس · لتونی                                                   |
| تایم تریل تیمی | آلمان (GER) · میشائل ریش · برند دیترت · کریستیان مایر · اووه پشل | ایتالیا (ITA) · آندرئا پرون · فلاویو آناستازیا · لوکا کولومبو · جانفرانکو کونتری | فرانسه (FRA) · ژان-لویی آرل · اروه بوسار · دیدیه فور-پیره · فیلیپ گومون |

### زنان
| رویداد     | طلا                | نقره                | برنز              |
| رقابت جاده | کتی وات · استرالیا | جینی لونگو · فرانسه | مونیک کنول · هلند |

## پیست

### مردان
| رویداد              | طلا                                                                                   | نقره                                                                     | برنز                                                                                 |
| رقابت امتیازی       | جووانی لمباردی · ایتالیا                                                              | لئون فان بون · هلند                                                      | سدریک ماتی · بلژیک                                                                   |
| تعقیبی انفرادی      | کریس بوردمن · بریتانیای کبیر                                                          | ینس لمان · آلمان                                                         | گری اندرسون · نیوزیلند                                                               |
| تعقبی تیمی          | آلمان (GER) · اشتفان اشتاینوگ · آندرئاس والتسر · گیدو فولست · میشائل گلکنر · ینس لمان | استرالیا (AUS) · استوارت اوگریدی · برت آیتکن · استفن مک‌گلد · شان اوبراین | دانمارک (DEN) · یان پترسن · میکل ساندستود · کن فروست · جیمی مادسن · کلاوس کیند نیلسن |
| اسپرینت             | ینس فیدلر · آلمان                                                                     | گری نیواند · استرالیا                                                    | کورت هارنت · کانادا                                                                  |
| ۱ کیلومتر تایم تریل | خوسه مانوئل مورنو · اسپانیا                                                           | شین کلی · استرالیا                                                       | ارین هارتول · ایالات متحده آمریکا                                                    |

### زنان
| رویداد  | طلا                   | نقره               | برنز                             |
| تعقیبی  | پترا روسنر · آلمان    | کتی وات · استرالیا | ربکا توئیگ · ایالات متحده آمریکا |
| اسپرینت | اریکا سالومه · استونی | آنت نئومن · آلمان  | اینگرید هرینگا · هلند            |

## جدول مدال‌ها
| رتبه | کشورها              | طلا | نقره | برنز | مجموع |
| ۱    | آلمان               | ۴   | ۲    | ۰    | ۶     |
| ۲    | ایتالیا             | ۲   | ۱    | ۰    | ۳     |
| ۳    | استرالیا            | ۱   | ۴    | ۰    | ۵     |
| ۴    | استونی              | ۱   | ۰    | ۰    | ۱     |
| ۴    | بریتانیای کبیر      | ۱   | ۰    | ۰    | ۱     |
| ۴    | اسپانیا             | ۱   | ۰    | ۰    | ۱     |
| ۷    | هلند                | ۰   | ۲    | ۲    | ۴     |
| ۸    | فرانسه              | ۰   | ۱    | ۱    | ۲     |
| ۹    | ایالات متحده آمریکا | ۰   | ۰    | ۲    | ۲     |
| ۱۰   | بلژیک               | ۰   | ۰    | ۱    | ۱     |
| ۱۰   | کانادا              | ۰   | ۰    | ۱    | ۱     |
| ۱۰   | دانمارک             | ۰   | ۰    | ۱    | ۱     |
| ۱۰   | لتونی               | ۰   | ۰    | ۱    | ۱     |
| ۱۰   | نیوزیلند            | ۰   | ۰    | ۱    | ۱     |